# مدرسه ابن حسام خوسفی
مدرسه ابن حسام خوسفی مربوط به دوره قاجار است و در خوسف، خیابان شهید مطهری واقع شده و این اثر در تاریخ ۲۵ اسفند ۱۳۷۹ با شمارهٔ ثبت ۳۴۴۶ به‌عنوان یکی از آثار ملی ایران به ثبت رسیده است.